# Арена Пантанал
«Арена Пантана́л» (порт. «Arena Pantanal») — багатофункціональний стадіон у Куябі, Бразилія. Тут проходили матчі Чемпіонату світу з футболу 2014.